# Haworthia outeniquensis
Haworthia outeniquensis är en grästrädsväxtart som beskrevs av Martin Bruce Bayer. Haworthia outeniquensis ingår i släktet Haworthia och familjen grästrädsväxter. Inga underarter finns listade i Catalogue of Life.